# Goodfellow-Baumkänguru

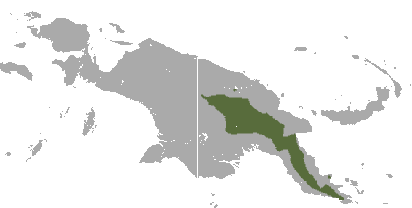
Verbreitungskarte des Goodfellow-Baumkängurus

Das Goodfellow-Baumkänguru (Dendrolagus goodfellowi) ist eine Art aus der Familie der Kängurus. Es ist nach dem britischen Naturforscher Walter Goodfellow (1866–1953) benannt.

## Beschreibung
Das Goodfellow-Baumkänguru ist schlank gebaut und wird zwischen 55 und 75 Zentimeter groß und 6 bis 8 Kilogramm schwer. Der Schwanz wird 65 bis 80 Zentimeter lang. Die Weibchen sind kleiner und leichter als die Männchen. Das kurze und wollige Fell ist rotbraun bis kastanienbraun gefärbt und zeigt dorsal, in der Mitte des Rückens, zwei helle Streifen, die vom Nacken bis zum Schwanzansatz reichen. Die Oberseite des Schwanzes ist bräunlich gefärbt und zeigt manchmal eine leichte gelbliche Ringelung. Die Bauchseite, die Unterseite des Schwanzes und Teile der Extremitäten sind cremefarben bis leicht gelblich gefärbt. Damit Regenwasser gut abfließen kann, befindet sich der Scheitel des Felles in der Mitte des Rückens. Die Hinterbeine des Goodfellow-Baumkängurus sind deutlich kürzer als die von bodenbewohnenden Kängurus. Die Arme sind dafür deutlich stärker ausgeprägt. Der im Querschnitt runde Schwanz dient beim Klettern als Balancierhilfe. Raue Fußsohlen und kräftige Krallen an den Zehen sorgen im Geäst der Bäume für entsprechenden Halt.

## Lebensweise
Das Goodfellow-Baumkänguru ist überwiegend nachtaktiv und ist stark an das Leben in den Bäumen angepasst. Es ist ein guter, wenn auch langsamer und bedächtiger Kletterer. Den Erdboden betritt es nur zur Nahrungssuche. Wegen der kürzeren Hinterbeine bewegt es sich auf dem Boden unbeholfen. Zu hüpfenden Sprüngen wie die bodenbewohnenden Kängurus ist es nicht imstande. Sprünge, die Distanzen zwischen Bäumen überwinden, stellen dagegen kein Problem dar. Das Goodfellow-Baumkänguru ist ein Einzelgänger. Die Weibchen haben meist ein deutlich kleineres Revier als die Männchen.

## Verbreitung
Das Goodfellow-Baumkänguru kommt ausschließlich auf Neuguinea vor. Dort bewohnt es überwiegend die dichten Regenwälder vom Tiefland bis in Höhenlagen von bis zu 3.000 Metern. Lichte Wälder und offene Flächen meidet es.

## Ernährung
Das Goodfellow-Baumkänguru geht nach Einbruch der Nacht auf Nahrungssuche. Die Nahrung wird sowohl im Geäst der Bäume als auch auf dem Erdboden gesucht. Es ernährt sich von Blättern, Körnern, Früchten, Wurzeln und anderer pflanzlicher Nahrung. In Gefangenschaft wurde auch beobachtet, wie es, zu einem kleinen Teil, tierische Nahrung wie Küken zu sich nahm. Es verfügt über einen speziell ausgebildeten Magen, der die stark faserige Nahrung aufschließen kann.

## Fortpflanzung
Das Goodfellow-Baumkänguru wird mit etwa zwei Jahren geschlechtsreif. Die Paarungszeit ist ganzjährig. Die Weibchen verfügen über einen Beutel der sich nach oben öffnet. Im Inneren des Beutels befinden sich vier Zitzen. Nach einer Tragezeit von 30 bis 40 Tagen bringt das Weibchen ein bis zwei Jungtiere zur Welt. Die Jungtiere sind zwei Zentimeter groß und ein bis zwei Gramm schwer. Die Geburt erfolgt in sitzender Position. Die Jungen verbleiben rund sechs Monate im Beutel, ehe sie das erste Mal herausschauen. Nach weiteren zwei Monaten verlassen sie den Beutel zum ersten Mal, kehren jedoch immer wieder dorthin zurück. Im Alter von zehn bis zwölf Monaten sind sie selbstständig und verlassen die Mutter. Goodfellow-Baumkängurus können bis zu 14 Jahre alt werden.

## Unterarten
- Timboyok-Baumkänguru (D. g. buergersi) – Bismarckgebirge (Synonym: D. g. shawmayeri (Shawmayers buntes Baumkänguru))
- Goodfellow-Baumkänguru (D. g. goodfellowi) - Südosten von Papua-Neuguinea

Das Goldmantel-Baumkänguru (D. pulcherrimus) wurde früher auch als Unterart des Goodfellow-Baumkängurus angesehen, gilt jedoch mittlerweile als eigene Art.

## Gefährdung
Das Goodfellow-Baumkänguru wird in der Roten Liste der IUCN als „stark gefährdet“ geführt. Die Vernichtung seines natürlichen Lebensraums sowie starke Bejagung durch die indigene Bevölkerung lässt die Populationen dieser Art immer weiter schrumpfen. Die letzten Rückzugspunkte befinden sich heute nur noch in einigen Reservaten in den Hochlandregenwäldern.

## Haltung in Menschenobhut
Neben dem Matschie-Baumkänguru ist das Goodfellow-Baumkänguru die einzige noch in europäischen und nordamerikanischen Zoos gehaltene Baumkänguruart. Bei sämtlichen dort gehaltenen Tieren handelt es sich um die Unterart buergersi. Außerhalb Neuguineas wurde es erstmals 1974 im Zoo San Antonio gezüchtet. Die europäische Erstzucht erzielte 1978 der Diergaarde Blijdorp in Rotterdam, die deutsche Erstzucht der Zoo Frankfurt 1981. Heute ist der Zoo Krefeld der bedeutendste Züchter der Art und zugleich wird auch das Europäische Erhaltungszuchtprogramm für die Art dort koordiniert.
In Deutschland wird die Art in den Zoos von Frankfurt, Krefeld und Rostock sowie im Tierpark Berlin gehalten.